# Onychohydrus hookeri
Onychohydrus hookeri är en skalbaggsart som först beskrevs av White 1846. Onychohydrus hookeri ingår i släktet Onychohydrus, och familjen dykare. Inga underarter finns listade i Catalogue of Life.